# شرق غرب ۱۰۱
سریال داستانی محصول کشور استرالیا که طی سال‌های ۲۰۰۷ تا ۲۰۱۱ توسط شبکه اس‌بی‌اس به نمایش درآمد. فیلم شامل ۳ فصل و ۲۰ اپیزود می‌باشد. کارگردانی این اثر بر عهده پیتر اندریکیدیس بود و استیو نَپمن و کریس وِلد تهیه و ساخت فیلم را به عهده داشتند.
داستان این فیلم در کشور استرالیا می‌گذرد و به تقابل فرهنگ‌ها در این سرزمین مهاجرپذیر می‌پردازد. زین مالک، کارآگاه پلیس که اصالتاً عرب است، می‌کوشد در حوادث و ماجراها، مقصر واقعی را بیابد و از پایمال شدن حقوق مهاجرها جلوگیری کند.

## داستان
این سریال دربارهٔ پلیسی به نام مالک است که به همراه دختر، مادر و پدر معلولش در یکی از محله‌های عرب‌نشین انگلستان زندگی می‌کند. این پلیس وظیفه‌شناس با پروندهٔ جنایی روبه‌رو می‌شود که ریشهٔ هر کدام به تخریب مسلمانان بازمی‌گردد.
مالک به دنبال راهی است تا دسیسه عوامل پشت پردهٔ این جنایت‌ها را که به دنبال بدنامی مسلمانان هستند، آشکار کند.

## دوبله
دوبلهٔ این سریال برای شبکه ۲ سیما در ۱۳ قسمت انجام شد.
| دوبلور          | شخصیت                | هنرپیشه         |
| --------------- | -------------------- | --------------- |
| بهرام زند       | زین مالک             | دان هَنی         |
| بیژن علی محمدی  | سانی کوآ             | آرون فائوسو     |
| مریم شیرزاد     | پاتریشیا رایت        | سوزی پورتر      |
| شایسته تاج بخش  | امینه مالک           | تسنیم راک       |
| اکبر منانی      | رِی کراولی            | ویلیام مک‌اینس   |
| آرزو روشناس     | هلن کالاس            | دانیلا فاریناچی |
| سحر سحمیان      | یاسمین مالک          | لوسی ابرون      |
| علی عابدی       | رحمان مالک (پدر زین) | تَفی هَنی         |
| مینا شجاع       | (مادر)               |                 |
| شیلا آژیر       | امیر مالک            | جورج فَیاد       |
| کسری کیانی      |                      |                 |
| بهروز علی محمدی |                      |                 |
| دلارام شکوهی    |                      |                 |
| رضا الماسی      |                      |                 |
| محمد یاراحمدی   |                      |                 |